# Régions et peuples solidaires
Régions et peuples solidaires (RPS ou R&PS) est un parti politique qui fédère, à l'échelle de la France, des organisations politiques régionalistes ou autonomistes de France. Les courants politiques qui y sont représentés s'inscrivent tous dans le fédéralisme avec une forte sensibilité écologiste. Son président est François Alfonsi, de Femu a Corsica (FaC).

## Histoire
En juin 1994, des partis régionalistes alsaciens, basques, bretons, catalans, corses, occitans et savoyards présentent une liste commune pour les élections européennes. Intitulée « Régions et peuples solidaires », elle est menée par Max Simeoni et rassemble également quelques personnalités issues de la société civile dont le chanteur Renaud qui partagent une sympathie pour le régionalisme. La liste obtient 76 436 voix (0,39 % des suffrages exprimés). le 12 novembre 1994, ces partis, réunis à Aix-en-Provence, décident de continuer la dynamique de cette liste en créant un mouvement politique du nom de Régions et peuples solidaires. Le Congrès constitutif se tient les 11-12 novembre 1995, à Rennes.

## Positionnement politique
La fédération Régions et peuples solidaires rassemble des partis opposés à la violence. Elle a pour but de faire évoluer les institutions françaises vers le fédéralisme interne et de réduire les inégalités de développement entre les territoires. L'universitaire et chercheur en science politique Tudi Kernalegenn explique que l'idéologie de R&PS ne vise pas « à répondre à tous les sujets politiques, socio-économiques et sociétaux, du fait de la grande diversité idéologique des membres de R&PS ». Il précise que l'écologie est un thème très présent mais que deux concepts sont centraux : « le renforcement du territoire régional et la valorisation de la diversité culturelle ». Les partis membres ont aussi pour point commun un fort attachement à l'Europe. Selon le journaliste et spécialiste de l'Union européenne Jean Quatremer, R&PS est avec EELV le seul parti à avoir une vraie réflexion européenne.

### Charte de RPS
Régions et peuples solidaires s'est dotée d'une charte pour fédérer ses organisations membres autour de valeurs communes :
- Article 1 : combattre le centralisme parisien et celui de l’Europe des états pour réduire les inégalités de développement qu’ils engendrent ou accentuent au détriment de la plupart des régions et peuples.
- Article 2 : permettre à chaque citoyenne et citoyen, si telle est sa volonté, d’étudier, de se former, de travailler et de vivre décemment au pays.
- Article 3 : lutter contre les injustices et agir en faveur du progrès social.
- Article 4 : favoriser la maîtrise de leur économie par nos régions et peuples respectifs, ce qui sera une garantie de leur essor culturel et intellectuel.
- Article 5 : favoriser un développement soutenable, donc durable, et harmonieux de l’ensemble du territoire européen.
- Article 6 : faire valoir la richesse apportée par la diversité, y compris sur le plan économique, dans un monde en devenir où une identité forte et ouverte est un facteur de dynamisme et où les potentialités culturelles seront des atouts de premier plan.
- Article 7 : encourager la diversité culturelle et promouvoir les identités (langues et cultures) en particulier par une officialisation des langues de nos peuples et de nos communautés.
- Article 8 : préserver, entretenir et valoriser le patrimoine culturel et historique.
- Article 9 : développer la démocratie locale par l’implication permanente des citoyens dans les prises de décision politique et par l’usage du référendum d’initiative populaire.
- Article 10 : promouvoir en France et en Europe le fédéralisme à base régionale ou communautaire selon les principes d’autonomie, de coopération et de solidarité.
- Article 11 : permettre aux peuples divisés par des frontières interétatiques, héritages des guerres, de se réunir à la faveur du processus d’unification de l’Europe.
- Article 12 : développer des solidarités avec les peuples en retard de développement, du Sud et d’Europe de l'Est.
- Article 13 : combattre toutes les formes de racisme et de xénophobie et travailler à une meilleure compréhension entre les peuples et les communautés, dans l’échange et dans l’acceptation mutuelle des cultures.

### Revendications
Lors de son congrès annuel à Brignogan en Bretagne le 25 août 2005, la Fédération a adopté les propositions suivantes :
- Ratification par la France de la Charte européenne des langues régionales ou minoritaires, modification de l'article 2 de la Constitution française et officialisation des langues concernées au sein de leur espace territorial.
- Selon les dispositions nouvelles de l'article 72 de la Constitution, création de régions à statut spécifique en Savoie, le Pays basque et la Catalogne, l'inclusion du département de la Loire-Atlantique en région Bretagne, et la création d'une interrégion occitanes.
- Énoncé et mise en place d'un règlement politique pour les revendications autonomistes, notamment en Corse où elle veut instaurer un processus de paix comme ceux au Royaume-Uni et en Espagne
- Avènement d'une République fédérale en France
- Droit de rapprochement pour les prisonniers corses, basques, bretons et occitans.

## Partis membres
Régions et peuples solidaires rassemble des formations politiques qui, d'après ce qu'elle énonce dans l'article 1 de ses statuts, « représentent des peuples, des communautés culturelles et linguistiques et/ou des réalités régionales historiques et qui sont animées, en opposition à tout esprit de domination ou de xénophobie, par un même idéal de respect des minorités, d’approfondissement de la démocratie, d’autonomie, d’autodétermination et de fédéralisme ». La fédération peut également être composées d'associations « représentant des communautés non territoriales ». R&PS exerce ses activités sur l’ensemble du territoire de la République française.

### Partis membres actuels
| Territoire ou communauté                                      | Parti                                                                | Sigle   | Idéologie | Statut             | Depuis |
| ------------------------------------------------------------- | -------------------------------------------------------------------- | ------- | --- | ------------------ | ------ |
| Alsace                                                        | Unser Land (Notre pays)                                              | UL      | Autonomisme, fédéralisme, démocratie chrétienne                                                                             | Membre             | 2010   |
| Bretagne                                                      | Union démocratique bretonne                                          | UDB     | Autonomisme, progressisme, fédéralisme européen, socialisme, social-démocratie, socialisme démocratique, écologie politique | Membre fondateur   | 1994   |
| Pyrénées-Orientales                                           | Esquerra Republicana de Catalunya (Gauche républicaine de Catalogne) | ERC     | Autonomisme, social-démocratie                                                                                              | Membre             | ?      |
| Pyrénées-Orientales                                           | Unitat Catalana                                                      | UC      | Autonomisme, catalanisme | Membre             | 2023   |
| Pyrénées-Orientales                                           | Oui au Pays Catalan                                                  | OPCat   | Autonomisme, catalanisme | Membre             | 2016   |
| Corse                                                         | Femu a Corsica                                                       | FC      | Autonomisme, nationalisme corse                                                                                             | Membre             | 2018   |
| Corse                                                         | Partitu di a Nazione Corsa                                           | PNC     | Autonomisme, nationalisme corse, social-démocratie, écologie politique                                                      | Membre             | 2002   |
| Moselle                                                       | 57 - Le Parti des Mosellans / Partei der Mosellothringer             | 57-PDM  | Autonomisme, centrisme | Membre             | 2015   |
| Occitanie (Gascogne, Languedoc, Provence, Limousin, Auvergne) | Partit occitan                                                       | POC     | Autonomisme, nationalisme occitan, social-démocratie, écologie politique                                                    | Membre fondateur   | 1994   |
| Pays basque Nord                                              | Euskal Herria Bai (Oui au Pays Basque)                               | EH Bai  | Autonomisme, nationalisme basque, social-démocratie, féminisme, socialisme, nationalisme de gauche, écologie politique      | Membre             | 2021   |
| Pays basque Nord                                              | Eusko alkartasuna (Solidarité basque)                                | EA      | Nationalisme basque, indépendantisme, social-démocratie                                                                     | Membre fondateur   | 1994   |
| Pays basque Nord                                              | Parti nationaliste basque                                            | EAJ-PNB | Autonomisme, nationalisme basque, démocratie chrétienne                                                                     | Membre             | 1997   |
| Savoie                                                        | Mouvement région Savoie                                              | MRS     | Autonomisme, nationalisme savoyard, fédéralisme, démocratie participative, démocratie directe, écologie politique           | Membre fondateur   | 1994   |
| La Réunion                                                    | Parti Réunionnais                                                    | PaRé    | Autonomisme, écologie politique                                                                                             | Membre observateur | 2023   |
| Tamazgha et sa diaspora                                       | Congrès mondial amazigh                                              | CMA     | Organisation non gouvernementale internationale                                                                             | Membre associé     | 2009   |

### Anciens partis membres
D'autres partis politiques ou associations ont pu être membres ou avoir un statut d'observateur :
| Territoire ou communauté | Parti                                 | Sigle | Idéologie                      | Statut           | Depuis | Jusqu'en | Commentaires |
| ------------------------ | ------------------------------------- | ----- | ------------------------------ | ---------------- | ------ | -------- | --- |
| Alsace                   | Union du peuple alsacien              | UPA   | Autonomisme, centrisme         | Membre fondateur | 1994   | 2009     | Fusion avec Fer's Elsass en octobre 2009 pour former Unser Land en février 2010. Unser Land adhère dès sa création à RPS.                                                                                           |
| Alsace                   | Fer's Elsass (Pour l'Alsace)          | -     | Association                    | Observateur      | 2007   | 2008     | Fusion avec l'Union du peuple alsacien (UPA) en octobre 2009. |
| Bretagne                 | Frankiz Breizh (Liberté Bretagne)     | -     | Autonomisme, social-démocratie | Membre fondateur | 1994   | 2008     | Fusion avec l'Union démocratique bretonne (UDB) en 2008. |
| Pyrénées-Orientales      | Bloc català (Bloc catalan)            | -     | Autonomisme, centrisme         | Membre           | ?      | 2006     | Dissolution en décembre 2006 pour devenir Convergence démocratique de Catalogne (CDC), une fédération indépendante du parti sud-catalan Convergència democràtica de Catalunya. La CDC adhère dès sa création à RPS. |
| Pyrénées-Orientales      | Convergence démocratique de Catalogne | CDC   | Autonomisme, centrisme         | Membre           | 2006   | 2016     | Dissolution en décembre 2016 pour intégrer la démarche « Oui au pays catalan » devenu parti politique lors d'un congrès fondateur le 15 octobre 2016. OPC adhère dès sa création à RPS.                             |
| Corse                    | Union du peuple corse                 | UPC   | Autonomisme                    | Membre fondateur | 1994   | 2002     | Fusion avec deux autres formations corses en juillet 2002 pour former le Parti de la nation corse (PNC). Le PNC adhère dès sa création à RPS.                                                                       |
| Franche-Comté            | Rassemblement du peuple franc-comtois | RPFC  | Autonomisme, centrisme         | Membre           | 1995   | 1999     | Disparition en 1999. |
| Savoie                   | Ligue savoisienne                     | -     | Indépendantisme, autonomisme   | Observateur      | 2003   | 2005     | Suspension de ses activités en 2012. |
| Pays Basque              | Abertzaleen Batasuna                  | AB    | Autonomisme, indépendanisme    | membre           |        | 2022     | Dissolution en 2022 |

## Organisation

### Universités d'été et congrès
Chaque année, au mois d'août, RPS organise une université d'été suivie du congrès annuel.
- Ier congrès : 11-12 novembre 1995 à Rennes (Ille-et-Vilaine, Bretagne)
- 1er univ. d'été et IIe congrès : 22-25 août 1996 à Anglet (Pays basque)
- 2e univ. d'été : août 1997
- 3e univ. d'été : août 1998
- 4e univ. d'été : août 1999
- 5e univ. d'été : août 2000
- 6e univ. d'été : août 2001
- 7e univ. d'été : août 2002
- 8e univ. d'été : 21-23 août 2003 à Bayonne (Pays basque)
- 9e univ. d'été : août 2004
- 10e univ. d'été : 22-24 août 2005 à Brignogan-plages (Finistère, Bretagne)
- 11e univ. d'été et IXe congrès : 27-29 août 2006 à Mulhouse (Haut-Rhin, Alsace)
- 12e univ. d'été et Xe congrès : 27-29 août 2007 à Albi (Tarn, Occitanie)[11]
- 13e univ. d'été et XIe congrès : 24-29 août 2008 à Corte (Haute-Corse, Corse)
- 14e univ. d'été et XIIe congrès : 23-27 août 2009 à Tréguier (Finistère, Bretagne)
- 15e univ. d'été et XIIIe congrès : août 2010 à Mouans-Sartoux (Alpes-Maritimes, Provence)
- 16e univ. d'été et XIVe congrès : 25-27 août 2011 à Mouans-Sartoux (Alpes-Maritimes, Provence)[12]
- 17e univ. d'été et XVe congrès : 21-23 août 2012 à Biarritz (Pays basque)
- 18e univ. d'été et XVIe congrès : 23-26 août 2013 à La Roche-sur-Foron (Haute-Savoie, Pays de Savoie)[13]
- 19e univ. d'été et XVIIe congrès : 24-28 août 2014 à Venzolasca (Haute-Corse, Corse)
- 20e univ. d'été et XVIIIe congrès : août 2015 à Font-Romeu (Pyrénées-Orientales, Catalogne nord)
- 21e univ. d'été et XIXe congrès : 24-26 août 2016 à Nantes (Loire-Atlantique, Bretagne)
- 22e univ. d'été et XXe congrès : 24-25 août 2017 à Kintzheim (Bas-Rhin, Alsace)
- 23e univ. d'été et XXIe congrès : 23-25 août 2018 à Bayonne (Pays basque)
- 24e univ. d'été et XXIIe congrès : 23-25 août 2019 à Ajaccio (Corse-du-Sud, Corse)
- 25e univ. d'été et XXIIIe congrès : 21-23 août 2020 à Plœmeur (Morbihan, Bretagne)[14]
- 26e univ. d'été et XXIVe congrès : 26-29 août 2021 à Toulon (Var, Provence)
- 27e univ. d'été et XXVe congrès : 26-28 août 2022 à Aix-les-Bains (Savoie, Pays de Savoie)
- 28e univ. d'été et XXVIe congrès : 24-27 août 2023 à Collioure (Pyrénées-Orientales, Catalogne nord)[15]
- 29e univ. d'été et XXVIIe congrès : août 2024 au Pays basque

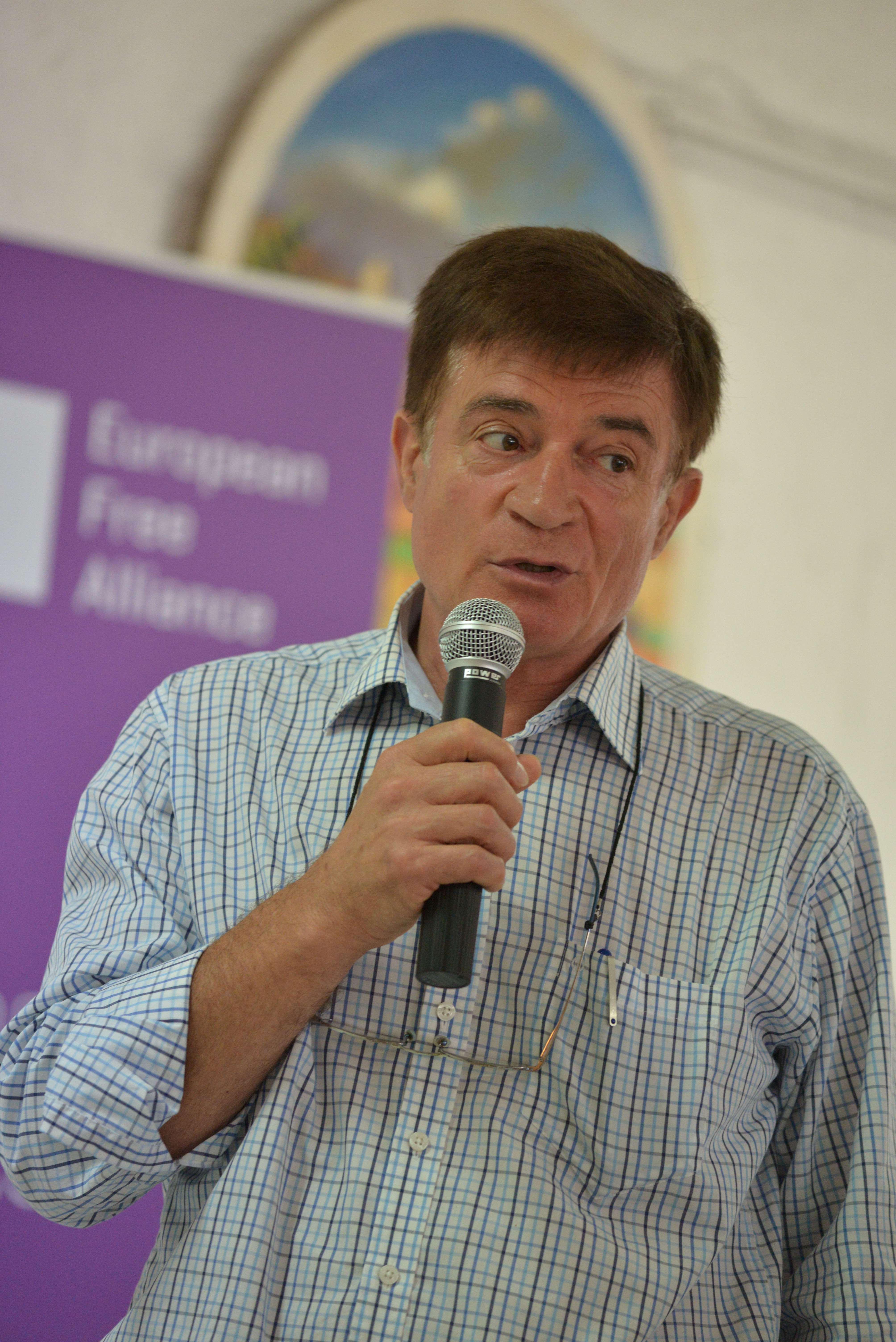
Gustave Alirol (R&PS-POC),
président de la fédération de 1995 à 2022.

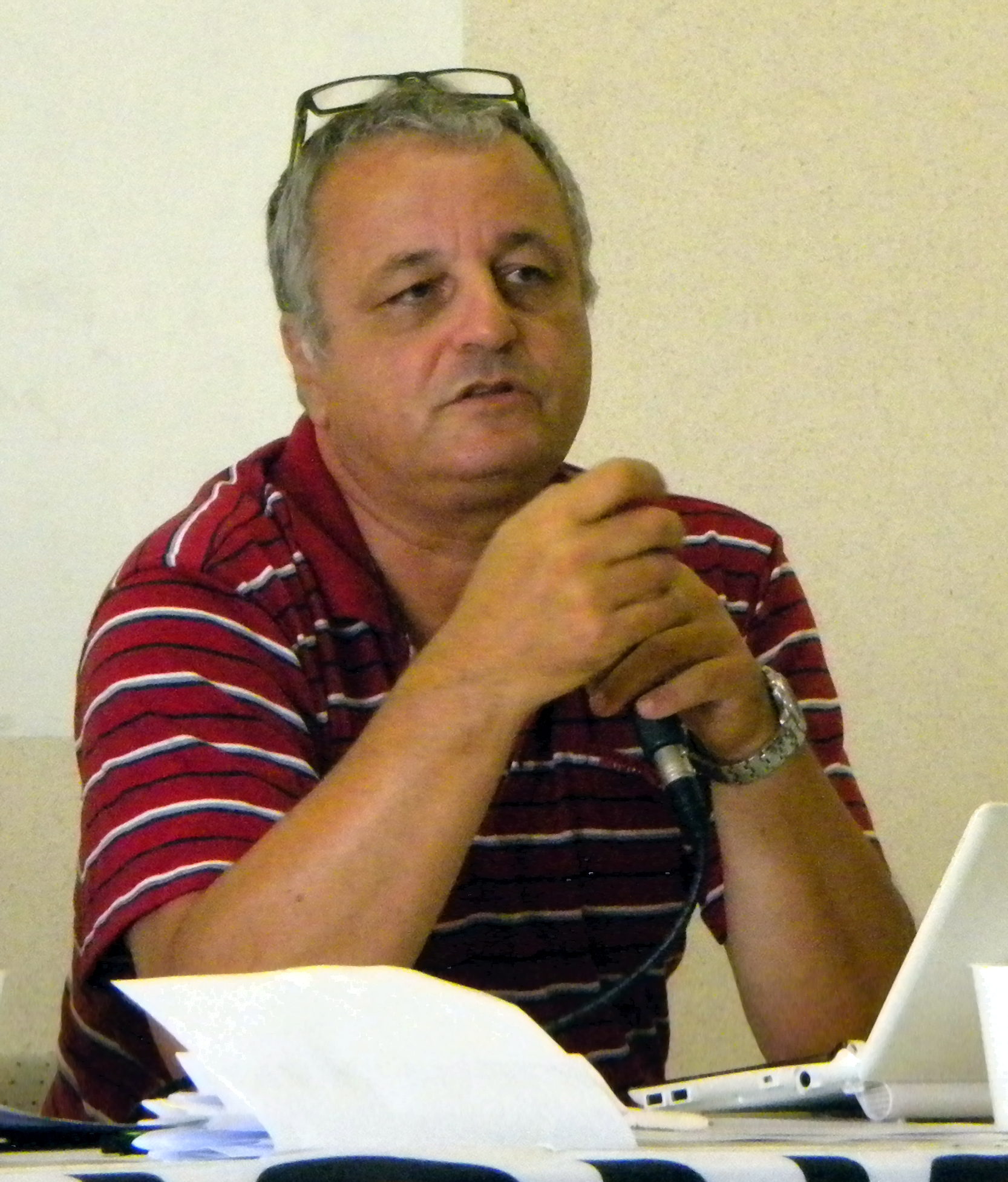
François Alfonsi (R&PS-FaC), eurodéputé de la circonscription Sud-Est de 2009 à 2014, président de l'ALE depuis 2014 et président de R&PS depuis le congrès d'Aix-les-Bains de 2022.

### Bureau de RPS
Gustave Alirol (POC) est élu président de la fédération dès sa création en 1995 et le reste jusqu'en 2022. Il est remplacé en 2022 par François Alfonsi (Femu a Corsica),.
Bureau élu lors du congrès d'août 2018 :
- Gustave Alirol (POC) président ;
- Gaël Briand (UDB) et Roccu Garoby (Femu a Corsica), porte-paroles[18] ;

Bureau élu lors du congrès d'août 2022, :
- François Alfonsi (Femu a Corsica) président ;
- David Grosclaude (POC) et Lydie Massard (UDB), porte-paroles ;
- Antonia Luciani (Femu a Corsica), Magali Gozzi (Femu a Corsica), Anne-Marie Hautant (POC), Jordi Vera (Oui au Pays catalan) et Jean-Georges Trouillet (Unser Land), vice-présidents ;
- Claude Barbier (MRS), secrétaire ;
- Bruno Le Clainche (UDB), trésorier.

### Personnalités de R&PS

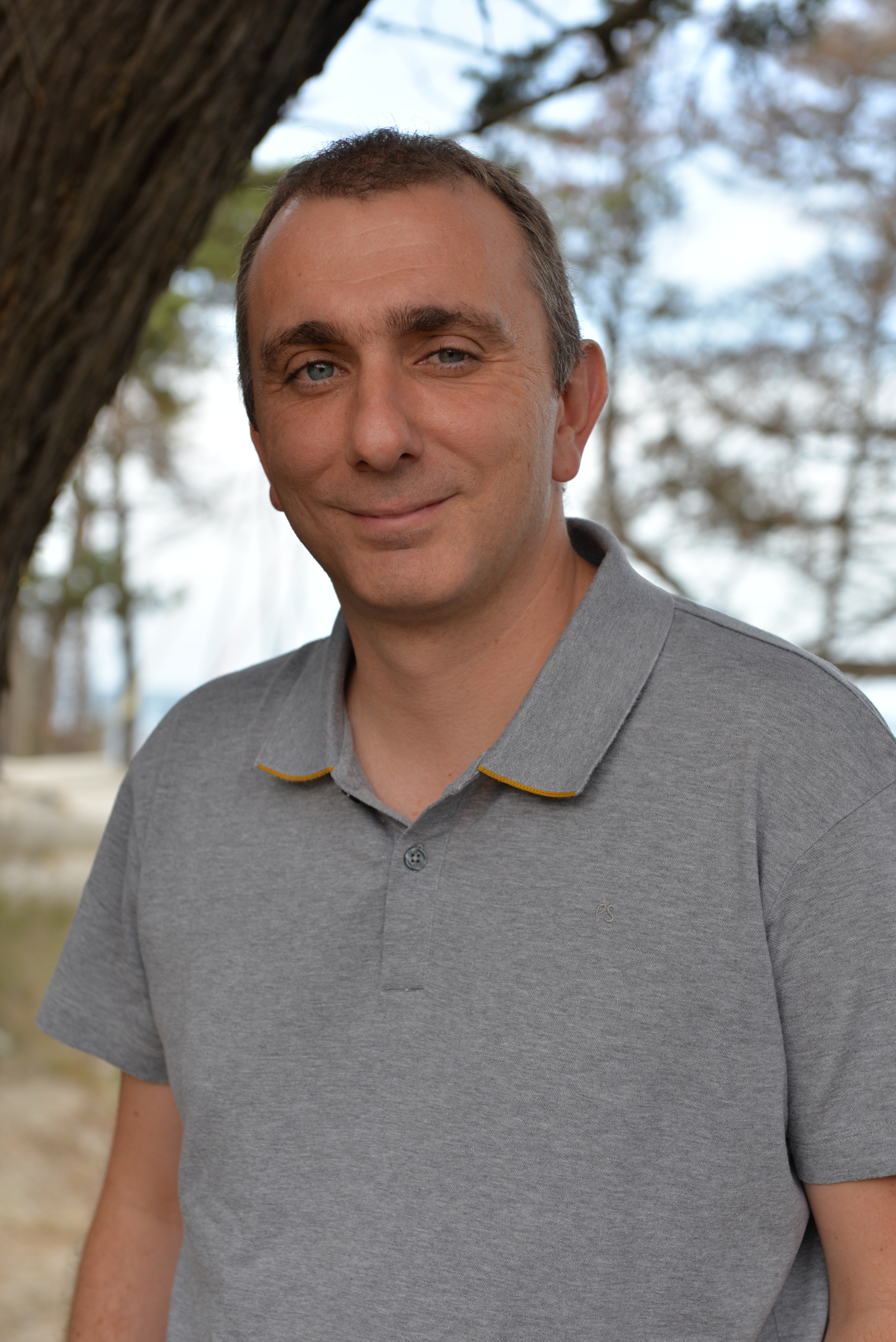
Jean-Christophe Angelini (PNC), ancien conseiller exécutif de Corse et maire de Porto-Vecchio.
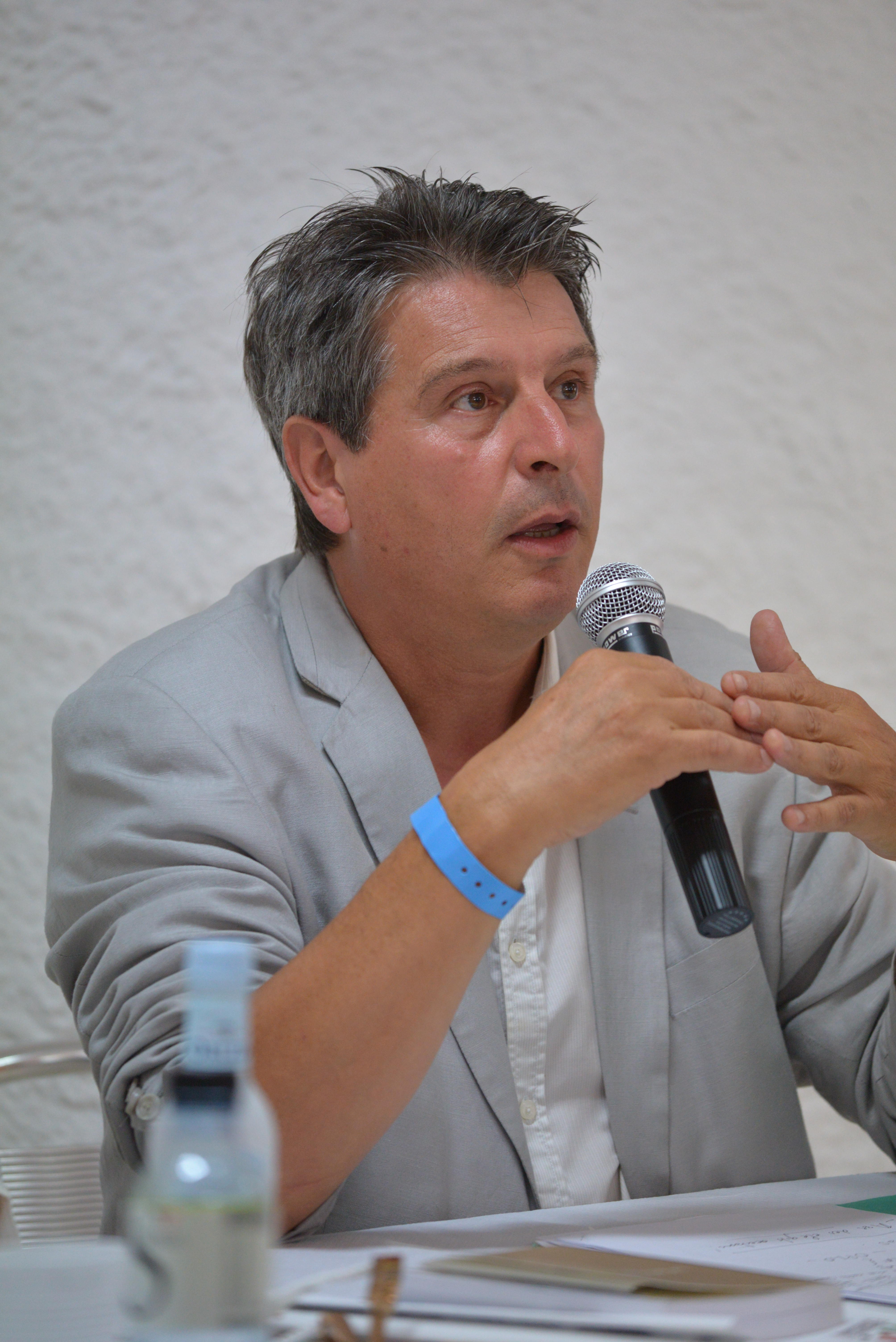
David Grosclaude (POC), président de l'IEO jusqu'en 2010, conseiller régional Aquitaine de 2010 à 2015, secrétaire fédéral du POC.
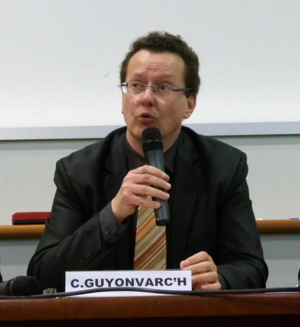
Christian Guyonvarc'h (UDB), secrétaire général puis vice-président de la fédération de 1995 à 2010, vice-président, rapporteur général du budget du Conseil régional de Bretagne de 2004 à 2015 et à nouveau Conseiller Régional depuis 2021.
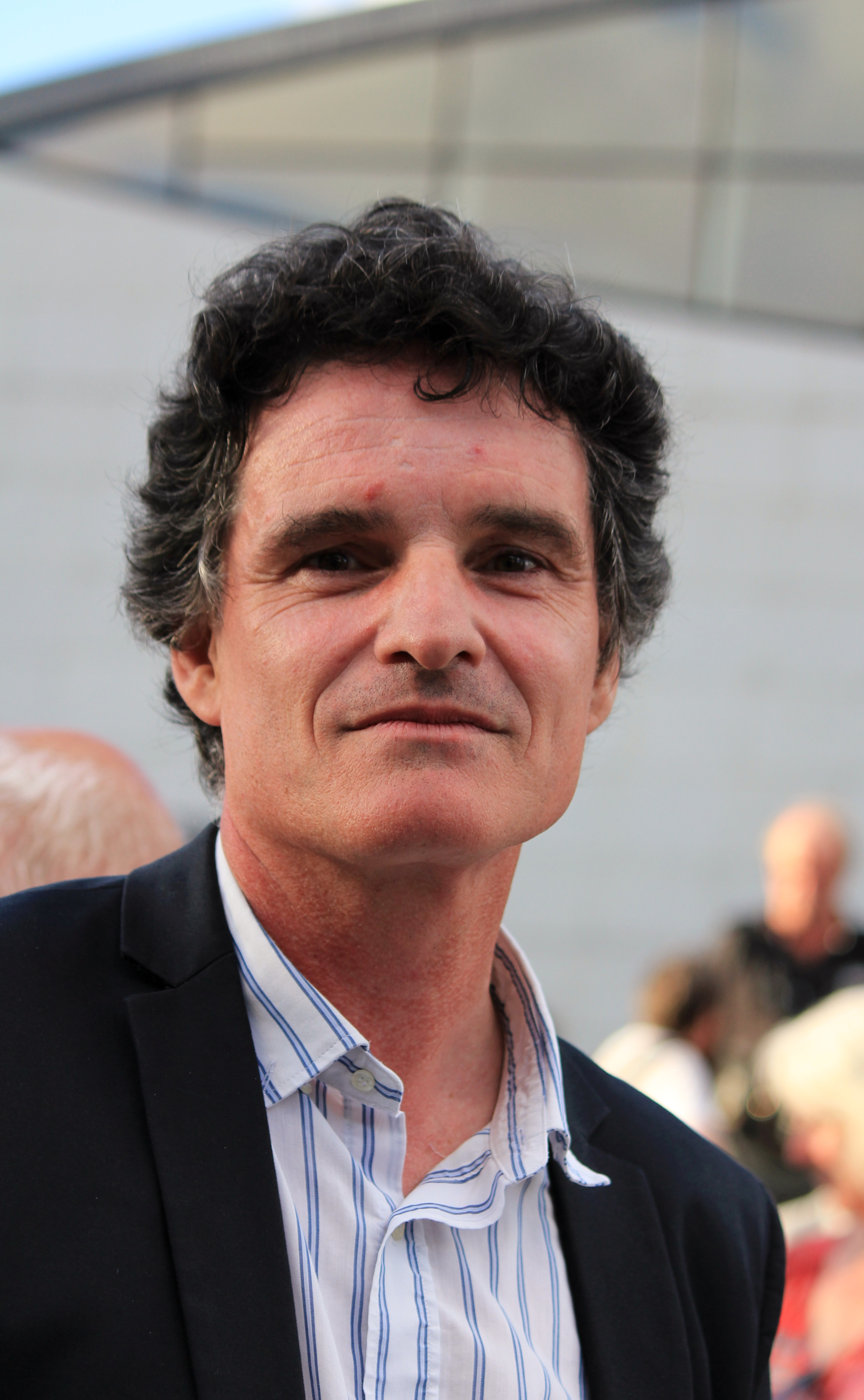
Paul Molac (UDB), député du Morbihan depuis 2012.
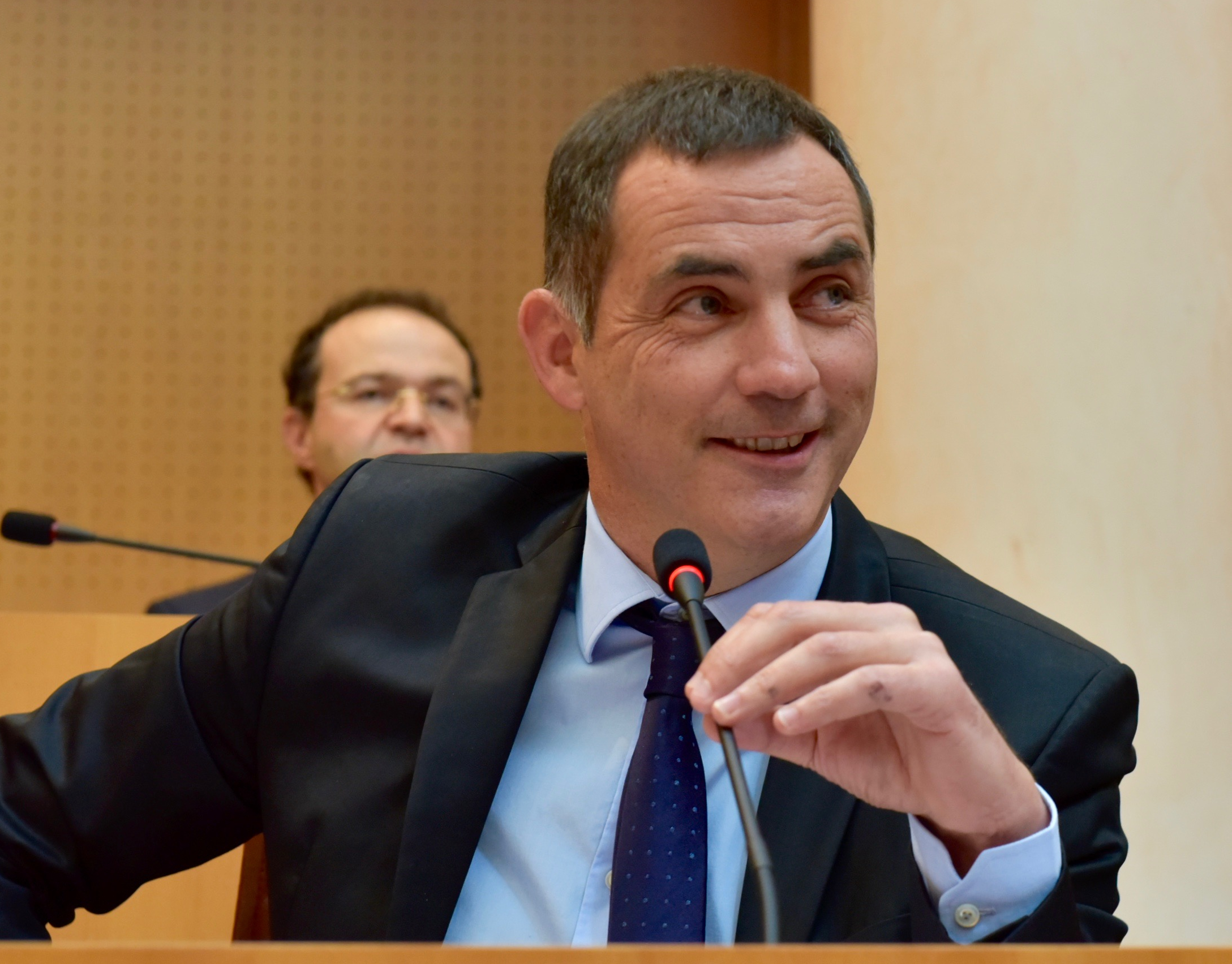
Gilles Simeoni (FC), président du Conseil exécutif de Corse depuis 2015.

## Résultats électoraux

### Synthèse
| Année | Voix      | %     | Sièges | Rang | Tete de liste nationale | Groupe    |
| ----- | --------- | ----- | ------ | ---- | ----------------------- | --------- |
| 1994  | 76 438    | 0,39  |        |      |                         |           |
| 1999  |           |       |        |      |                         |           |
| 2004  |           |       |        |      |                         |           |
| 2009  | 2 803 759 | 16,28 | 1 / 74 | 3e   | /                       | Verts/ALE |
| 2014  | 65 054    | 0,34  | 0 / 74 | /    | /                       | /         |
| 2019  | 3 055 023 | 13,48 | 1 / 79 | 3e   | Yannick Jadot           | Verts/ALE |
| 2024  |           |       |        |      |                         |           |

| Année | Premier tour | Premier tour | Sièges  |
| Année | Voix         | %            | Sièges  |
| ----- | ------------ | ------------ | ------- |
| 2012  |              |              |         |
| 2017  |              |              | 3 / 577 |
| 2022  | 148 490      | 0,65         | 4 / 577 |
| 2024  | 118 041      | 0,37         | 3 / 577 |

| Année | Alsace | Alsace | Alsace      | Bretagne | Bretagne | Bretagne    | Corse | Corse | Corse       |
| Année | %      | Rang   | Conseillers | %        | Rang     | Conseillers | %     | Rang  | Conseillers |
| ----- | ------ | ------ | ----------- | -------- | -------- | ----------- | ----- | ----- | ----------- |
| 2010  |        |        |             | 12,21    | 3e       |             |       |       |             |
| 2015  |        |        |             | 6,71     | 4e       |             |       |       |             |
| 2021  |        |        |             | 14,84    | 4e       | 4 / 83      |       |       |             |

Les résultats sont ceux du premier tour a chaque fois

### 1994: élections européennes
Les partis régionalistes et fédéralistes de France métropolitaine présentent une liste commune, intitulée « Régions et peuple solidaires », aux élections européennes de 1994 qui sont organisées selon une circonscription unique pour l'ensemble du territoire. Elle est menée par Max Simeoni, député sortant de l'Union du peuple corse, élu en 1989 sur la liste des Verts, ainsi que Gustave Alirol (président du Parti occitan) et Henri Gourmelen (porte-parole de l'Union démocratique bretonne). Elle est soutenue en fin de liste (de la 82e à la 86e place) par Christian Laborde, Jean Cardonnel, Gilles Perrault, Jacques Higelin et Renaud et reçoit le soutien de Charles Napoléon. La liste obtient 76 436 voix (0,39 % des suffrages exprimés) mais aucun élu. Cette candidature commune préfigure la création de la fédération politique Régions et peuple solidaires lors d'un congrès constitutif tenu à Rennes en novembre 1995.
|  |  |  |

Liste des candidats :
1. Max Simeoni, député européen (UPC)
2. Gustave Alirol, maire de Saint-Hostien, (POc)
3. Henri Gourmelen (UDB)
4. André Ohresser (UPA)
5. Jordi Vera (ERC)
6. Akil Mahmoud
7. Michel Duret (MRS)
8. Pierre Charriton (EA)
9. Jean-Marc Toranian
10. François Alfonsi, conseiller territorial Corse (UPC)
11. Jakes Abeberry, adjoint au maire de Biarritz (EB)
12. Jean Guegueniat, adjoint au maire de Brest (FB)
13. Pierre Zouloumian
14. Josiane Marty-Daunis, adjointe au maire de Puylaurens (POc)
15. Alain Fenet
16. Étienne Foos (SDL)
17. Jacques Fermaut (PFF)
18. Thérèse Bouvier (MRS)
19. Bernard Wittmann (UPA)
20. David Bertrana (ERC)
21. Parfait Jans (MRS)
22. Gérard Romiti (UPC)
23. Hervé Guerrera (POc)
24. Françoise Le Scour (UDB)
25. Marcel Schmitt (UPA)
26. Filtz Desde
27. Maria Hébrard-Epalza (EA)
28. Pierre Boissière, maire de Lacaussade (POc)
29. Françoise Micheli (UPC)
30. Joël Guéguan (UDB)
31. Jean Gauby (ERC)
32. Bernard Vaton (POc)
33. Claude Dufour (MRS)
34. Evelyne Millour (UDB)
35. François Grimaldi (UPC)
36. Claude Molinier (POc)
37. Martin Hell (UPA)
38. Pierre Verdaguer (ERC)
39. Patrick Pellen (UDB)
40. Yves Lavalade (POc)
41. Marie-Andrée Arbelbide (EB)
42. Jean Mannarini (UPC)
43. Éric Magloire (PFF)
44. Jean Vilote (POc)
45. Annaig Le Gars
46. Marcel Chamberod (MRS)
47. Antoine Wessbecher, maire de Wintzenbach (UPA)
48. François Pontalier (POc)
49. Antoine Casalta (UPC)
50. Yannick Hemeury (UDB)
51. Louis Liboutry (ERC)
52. Gérard Leynaud (POc)
53. Dominique Peillen (EA)
54. Alain Favre (MRS)
55. Lena Louarn
56. Jean-François Stéfani, conseiller territorial Corse (UPC)
57. Jean Souchon (POc)
58. René Trunk (UPA)
59. Yves Rauzier (POc)
60. Michel Mayol (ERC)
61. Jean-Flore Chiarasini, maire de Tavera (UPC)
62. Edouard Pascal Mousselard (MRS)
63. Mireille Bras (PO)
64. Yves Rémond, maire de Saint-Hernin (UDB)
65. Ptatxi Noblia (EB)
66. Pierre Loubère (EP)
67. Jean Franceschetti (UPC)
68. Nicole Desury (UDB)
69. François Waag (UPA)
70. Jean-Pierre Giraud (POc)
71. Marceline Pagola (EA)
72. Pierre-Yves Le Floc'h (UDB)
73. Michel Angeli (UPC)
74. Georges Escartin (POc)
75. Catherine Jotz (UPA)
76. Jean-Paul Martin (POc)
77. Jean-Yves Drillet (UDB)
78. Robert Arrambide (EB)
79. Marie-Thérèse Hermann (MRS)
80. Jean-François Blanco
81. Benoît Muracciole
82. Christian Laborde
83. Père Jean Cardonnel
84. Gilles Perrault
85. Jacques Higelin
86. Renaud Séchan (dit Renaud)
87. Guy Cambot

### 2004, 2009, 2014: élections européennes par circonscriptions suprarégionales
La France est alors divisée en 8 circonscriptions suprarégionales : Nord-Ouest, Ouest, Île-de-France, Est, Centre, Sud-Ouest, Sud-Est, Outre-Mer. Les élections par circonscriptions suprarégionales respectaient mieux la répartition des langues et provinces, en France, qu'une seule circonscription nationale.
En particulier, la circonscription Sud-Ouest couvre trois régions administratives (Aquitaine, Midi-Pyrénées, Languedoc-Roussillon), soit à la fois les régions historiques Gascogne et Languedoc.
Le territoire nommé Occitanie couvre en fait les provinces et régions historiques Gascogne (et Val d'Aran, aranais et gascon sont proches), Languedoc, Limousin, Auvergne (en partie) et Provence.

### 2007: élections présidentielle et législatives
S'appuyant sur les liens étroits entre les Verts et les partis régionalistes depuis presque vingt ans au niveau hexagonal, et sur le groupe parlementaire commun Les Verts - Alliance libre européenne (ALE) au Parlement européen, les écologistes et les régionalistes signent en octobre 2005 une déclaration politique qui fonde leur action partagée. Les deux organisations partagent des « valeurs communes : sortie du nucléaire et développement des énergies renouvelables, protection de l’environnement et de la biodiversité, promotion des droits politiques et culturels des peuples, respect de la diversité linguistique, lutte contre toutes les formes de discriminations, développement d’une économie sociale et solidaire. »
Le 18 mars 2007, Les Verts et Régions et peuples solidaires poursuivent leur partenariat politique sur le plan électoral en signant un accord commun détaillé qui acte le soutien de RPS à la candidature de Dominique Voynet à l’élection présidentielle et l'alliance entre les deux organisations pour les législatives de juin 2007.

### 2009: élections européennes
Aux élections européennes de 2009, la fédération Régions et peuples solidaires est partie prenante du rassemblement Europe Écologie, aux côtés des Verts et de représentants associatifs écologistes. Sur les huit circonscriptions électorales, elle est en position éligible dans celle du Sud-Est où François Alfonsi (RPS-PNC) est no 2 de la liste. Sur cette vaste circonscription, il est soutenu par le PNC, le POC et MRS. La liste obtient 537 151 voix (18,27 %) et François Alfonsi est élu eurodéputé. Au parlement européen, il siège au sein du groupe des Verts/Alliance libre européenne, aux côtés des autres eurodéputés écologistes et régionalistes d'Europe.
Dans la grande circonscription Sud-Ouest, Europe Écologie est donc soutenue par le POC et par les partis basques EA et AB. Mais, contrairement à 2004, pas par le PNB, ce qui provoque un désaccord au sein du PNB de la part de ceux qui soutenaient l'alliance avec Europe Écologie. La liste d'Europe Écologie, menée par José Bové, obtient 415 457 voix (15,83 %) et deux élus. Le représentant de la fédération, Menane Oxandabaratz (RPS-AB), n'est pas élu. La liste PNB réalise 3,4 % en Pays basque (1,98 % sur le département des Pyrénées-Atlantiques).

### 2010: élections régionales

Ancien et premier logo de la coalition.

Aux élections régionales de 2010, R&PS — qui a désormais un nouveau mouvement associé, le Congrès mondial amazigh (CMA) — fait toujours partie du rassemblement Europe Écologie :
- En Alsace, Unser Land a présenté un candidat, Richard Weiss, sur la liste Europe Écologie (29,79 % au second tour) mais a appelé à voter pour la liste MoDem (4,44 %)[23].

- En Aquitaine, le Parti nationaliste basque a obtenu 0,66 % (7 086 voix) et la coalition Euskal Herria Bai 0,02 % soit 221 voix. Eusko Alkartasuna conformément à l'accord conclu par R&PS d'obtenir 15 conseillers régionaux autonomistes dans l'Hexagone, a soutenu Europe Écologie, ce qui permit l'élection de l'occitaniste David Grosclaude dans les Pyrénées-Atlantiques.

- En Bretagne, l'Union démocratique bretonne a obtenu 4 élus sur une liste d'union avec Europe Écologie (17,37 %), soit un élu de plus qu'en 2004[24].

- En Corse, les autonomiste du Parti de la nation corse avec Inseme per a Corsica ont remporté 25,89 % des voix sois 11 élus. Au total les nationalistes corses ont remporté 35,74 % des voix, leur meilleur résultat depuis la création des élections territoriales.

- En Occitanie le Partit occitan a lui remporté cinq élus sur les listes d'Europe Écologie en Aquitaine (David Grosclaude), Midi-Pyrénées (Guillèm Latrubesse), Provence-Alpes-Côte d'Azur (Anne-Marie Hautant et Hervé Guerrera) et Auvergne (Gustave Alirol). En 2015, à la faveur d'une démission pour cause de cumul des mandats, Estela Parot-Urroz devient conseillère régionale en Limousin, portant à six le nombre d'élus régionaux du Partit occitan.

- En Haute-Savoie (Rhône-Alpes), le Mouvement Région Savoie a lui obtenu un élu en la personne de son président Noël Communod.

- En Isère (Rhône-Alpes), Belkacem Lounès, président du Congrès mondial amazigh, a été élu conseiller régional[SP 6].

### 2012: élections présidentielle et législatives
Pour la présidentielle, R&PS confirme sa traditionnelle alliance avec EELV et soutient la candidature d'Eva Joly. Comme en 2007, un accord législatif est acté en parallèle, même si dans certaines circonscription les candidats R&PS sont présentés contre des écologistes.
35 candidats sont présentés : 14 Partit Occitan, 10 UDB, 4 Femu a Corsica, 3 Eh Bai, 2 EAJ-PNV, un Unser Land, et un Mouvement Région Savoie. Quatre autres R&PS sont suppléants de candidats écologistes. Dans le cadre de l'accord avec EELV deux d'entre eux sont soutenus par le Parti socialiste, Gustave Alirol (POc) et Paul Molac (UDB). Pour la première fois, en la personne de Paul Molac, R&PS obtient un député

### 2014: élections européennes
L'alliance traditionnelle entre RPS et EELV n'est pas reconduite. Cinq listes autonomes sont annoncées par la fédération Régions et peuples solidaires. Les listes seront :
- une liste « Régions et peuples solidaires » dans la circonscription Sud-Est menée par François Alfonsi (R&PS-PNC), eurodéputé sortant[EL 3] ;
- une liste « Régions et peuples solidaires » dans la circonscription Massif central-Centre conduite par Bernard Vaton ;
- une liste « Régions et peuples solidaires » dans la circonscription Île-de-France menée par Vincent le Scornet (RPS) ;
- une liste « La Bretagne pour une Europe sociale - Breizhiz dorn-ha-dorn gant pobloù Europa » dans la circonscription Ouest, menée par Christian Guyonvarc'h (RPS-UDB), conseiller régional et rapporteur général du budget de la Région Bretagne[EL 4],[EL 5] ;
- une liste « Euskadi Europan » dans la circonscription Sud-Ouest menée par Jean Tellechea (R&PS-PNB)[Note 3] ;
- une liste « Alliance des régionalistes, écologistes et progressistes des outre-mer » dans la circonscription Outre-Mer menée par Jean-Jacob Bicep (EELV), eurodéputé sortant de la circonscription Île-de-France[SP 9].

Résultats
Ce nombre de listes permet au parti d'obtenir un clip télévisuel diffusé dans toute la France, mais les scores sont très faibles. Ainsi :
- La liste de François Alfonsi recueille 0,75 % sur l'eurorégion Sud-Est, mais termine troisième en Corse avec 21,51 % des voix, c'est le meilleur score d'un parti régionaliste à ces élections ;
- Dans la circonscription Massif central-Centre et en Île-de-France, les listes ne recueillent que 0,02 %[26],[27] ;
- La liste « La Bretagne pour une Europe sociale - Breizhiz dorn-ha-dorn gant pobloù Europa », portée par l'UDB dans la circonscription Ouest n'obtient que 1,01 % dans l'eurorégion[28]. Même en Bretagne, ils n'obtiennent qu'un peu plus de 2 %[29], alors que la liste menée par Christian Troadec y obtient 7,20 %, d'ailleurs l'UDB communique sur le score global des régionalistes[Note 4] ;
- « Euskadi Europan », qui n'était pas soutenue par la partit Occitan, obtient 0,25 % sur la circonscription Sud-Ouest, mais 7,51 % au Pays basque Nord ;
- En Outre-Mer, la liste menée par le dissident écologiste et député sortant d'Ile-de-France Jean-Jacob Bicep n'obtient que 1,56 %.

### 2015: élections régionales

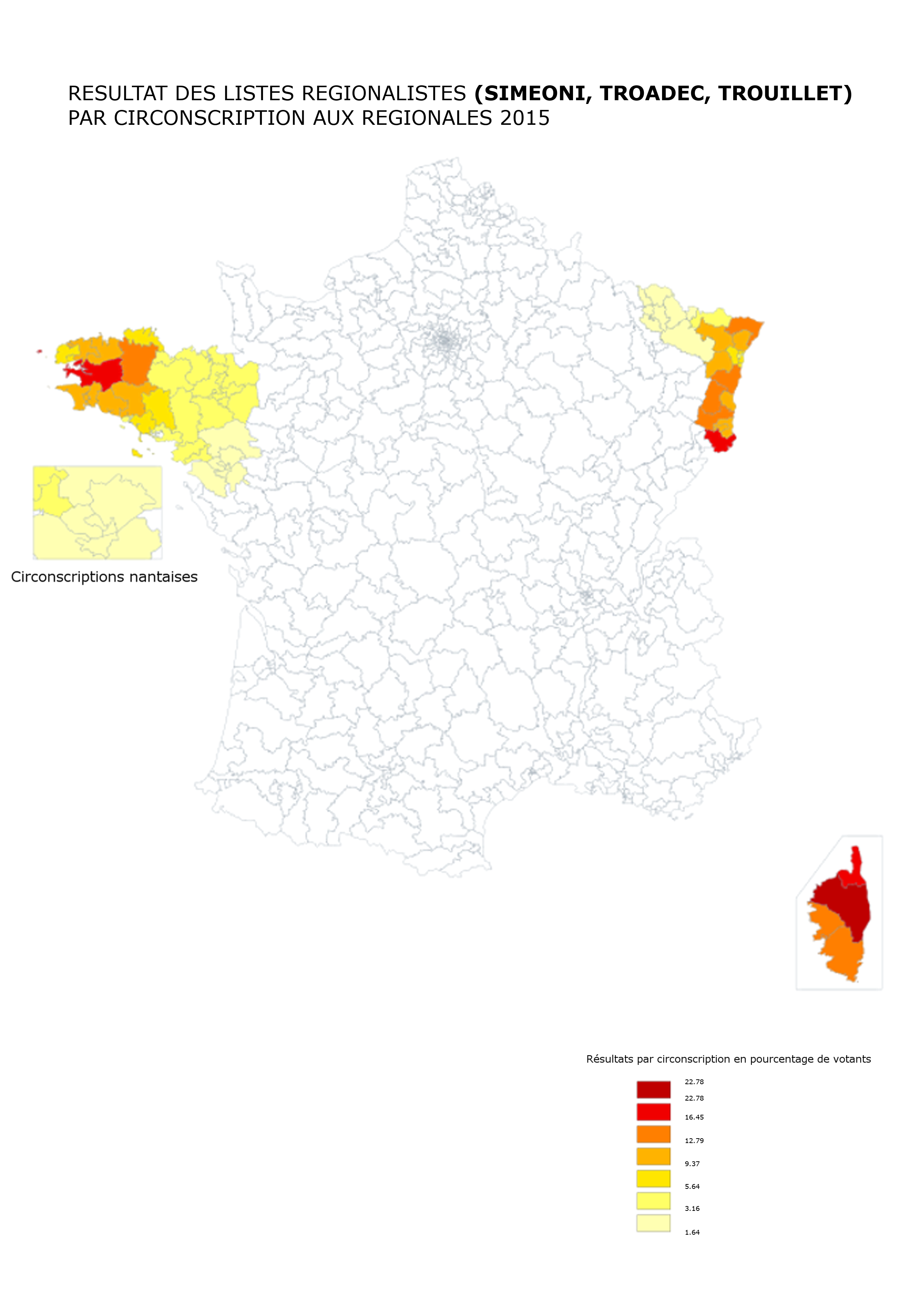

En Corse, la liste de Gilles Simeoni remporte les élections territoriales avec une majorité relative de 24 élus sur 50, après une fusion de liste au second tour avec celle de Jean-Guy Talamoni.
En Bretagne, la liste de Christian Troadec (maire de Carhaix-Plouguer et porte-parole du mouvement des Bonnets rouges), est soutenue par l'Union démocratique bretonne et réalise le score de 6,71 % lors de les élections régionales.
En Alsace-Champagne-Ardenne-Lorraine, la liste « Non à l'ACAL, Oui à nos régions ! » conduite par Jean-Georges Trouillet d'Unser Land obtient 4,73 % soit 84 147 voix. Les meilleurs scores sont obtenus dans le Bas-Rhin (10,07%) et dans le Haut-Rhin (12,64%).
En Occitanie, alors encore nommée « Languedoc-Roussillon-Midi-Pyrénées », le Partit occitan rejoint la liste menée par l'écologiste Gérard Onesta en alliance avec l'ensemble du Front de gauche. La liste a aussi le soutien de la Gauche républicaine de Catalogne . Au soir du premier tour la liste obtient 10,26 % et fusionne avec celle menée par la socialiste Carole Delga. Cette union obtient 58,86% des voix aux second tour et Patric Roux, du Partit Occitan, devient le seul élu R&PS en dehors de la Corse.

### 2017: élections législatives

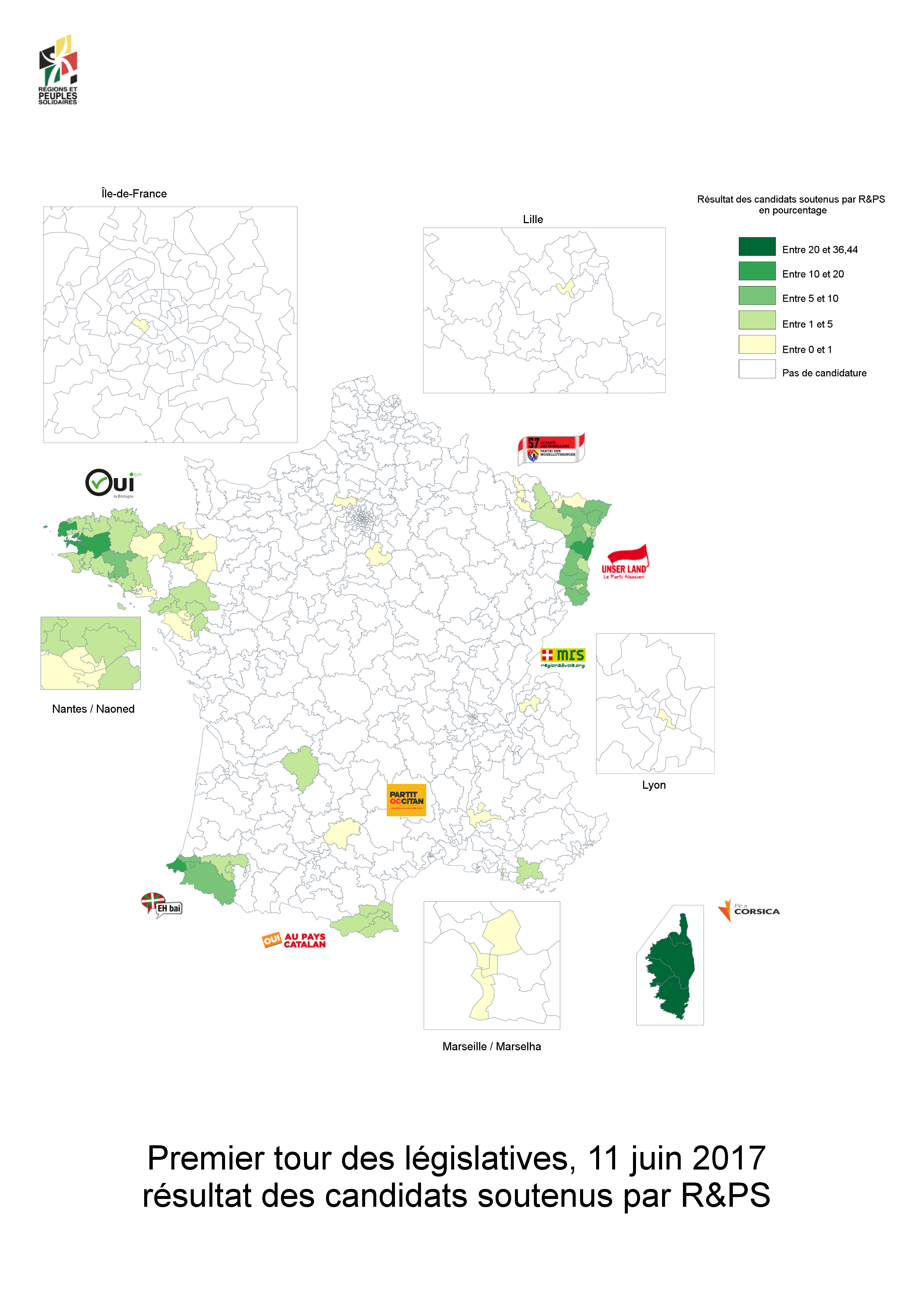

Pour les législatives de 2017, R&PS propose 202 candidats, parfois venus de partis régionalistes mais avec une déclaration de rattachement au parti. L'ancien assistant parlementaire régionaliste Pèire Costa, aujourd'hui directeur de R&PS, déclare que : « Nous cherchons à atteindre 1 % des voix dans plus de 50 circonscriptions pour toucher des subventions publiques. Nous espérons une dizaine de candidats au second tour, en particulier en Corse et en Bretagne. »
Après le premier tour, 71 candidats franchissent le cap des 1 %, 20 les 5 % et cinq sont au second tour. Les meilleurs scores sont enregistrés dans le Pays basque, en Bretagne, en Corse et en Alsace.
Cinq députés élus en 2017 se rattachent financièrement à Régions et peuples solidaires (Paul Molac, Jean Lassalle, Jean-Félix Acquaviva, Paul-André Colombani et Michel Castellani). En 2020, neuf députés sont en tout rattachés à R&PS. Parmi ces députés, six sont rattachés politiquement: Jean-Félix Acquaviva, Michel Castellani, Paul-André Colombani, Paul Molac, François Pupponi et Frédérique Dumas.

### 2019: élections européennes

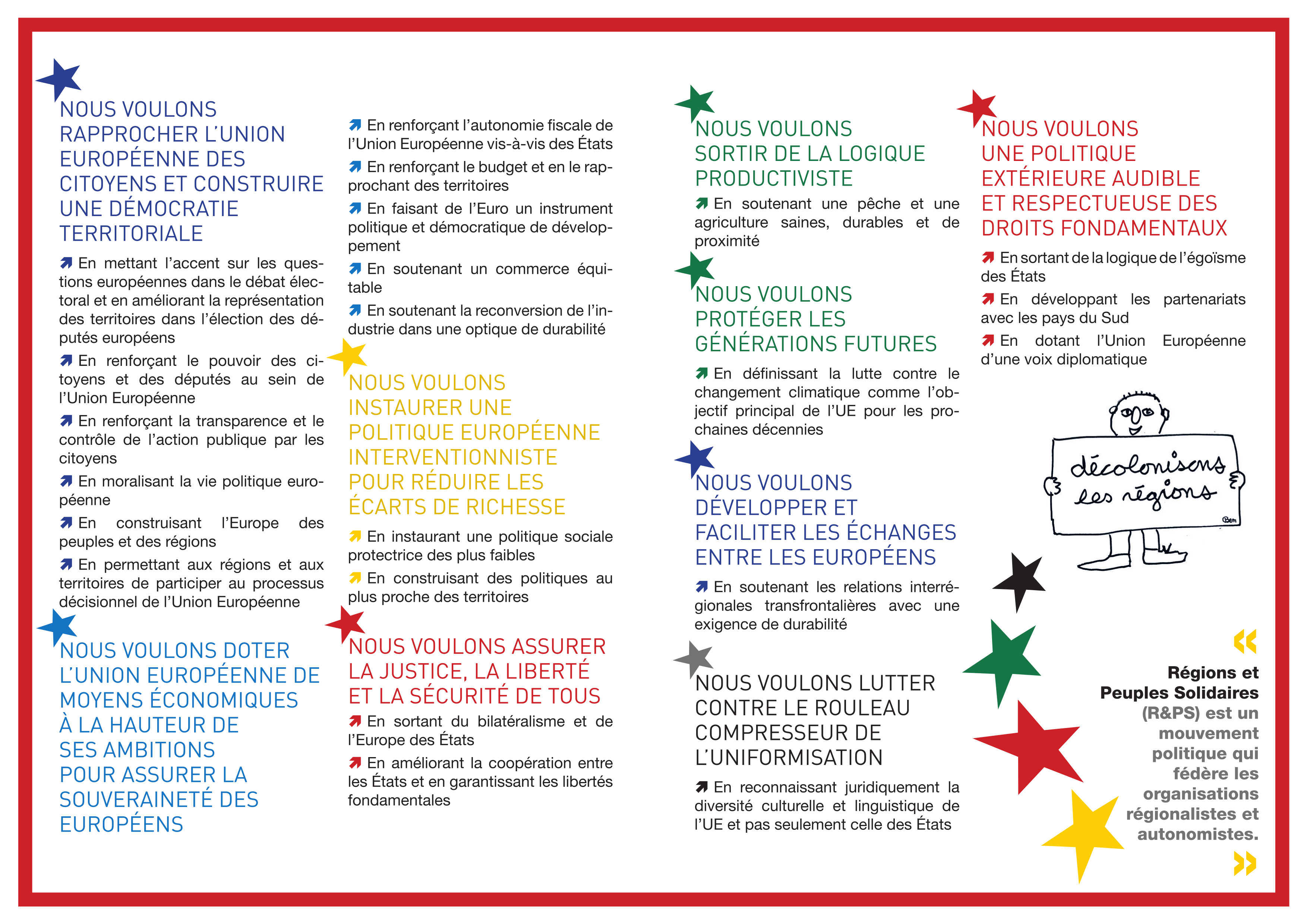

En 2019, dans une situation similaire à 2009 à l'exception d'une unique circonscription en France, R&PS participe à nouveau à la liste commune écologiste EELV - AEI - R&PS, fournissant six candidats à la liste.
En 8e position, François Alfonsi est à nouveau élu eurodéputé. Bien que partie prenante de la liste Europe Écologie, R&PS a mené une campagne autonome.

### 2022: élection présidentielle
Considérant qu’aucun candidat ne propose clairement de rompre avec le jacobinisme et d’engager effectivement la France sur la voie du fédéralisme différencié, R&PS a décidé à l’unanimité de n’apporter son soutien à aucun candidat à l’élection présidentielle.

### 2022: élections législatives
Les 92 candidats soutenus par RPS totalisent 145 488 suffrages, soit 0,64 % des suffrages exprimés.
Quatre députés sortants sont réélus : Paul Molac en Bretagne et trois en Corse : Michel Castellani, Jean-Félix Acquaviva et Paul-André Colombani. Ils siègent tous les quatre dans le groupe LIOT.

### 2024: élections européennes
Pour les élections européennes de 2024, le parti abandonne son alliance traditionnelle avec EELV et soutient la liste "Europe Territoires Écologie" (ETE) d'alliance entre le PRG, R&PS et Volt France. La deuxième place est assurée à R&PS en la personne de Lydie Massard, eurodéputée sortante.